# 1977 год в театре
1977 год в театре

## События

### Постановки
- Премьера балета Джона Ноймайера «Четвёртая симфония Густава Малера», Королевский балет, Лондон.
- 23 марта — премьера спектакля «Царская охота», по пьесе Леонида Зорина в Театре Моссовета. Режиссёр — Роман Виктюк.

## Деятели театра

### Родились
- 4 февраля, Волгоградская область — Роман Кириллов, российский актёр театра и кино.
- 6 марта, Москва — Сергей Бурунов, российский актёр театра и кино.[1]
- 9 июня, Архангельск — Елена Панова, российская актриса театра и кино.
- 16 июня, Ленинград — Юрий Тарасов, российский актёр театра и кино.
- 2 августа, Москва — Денис Никифоров, российский актёр театра и кино.
- 22 августа — Оксана Дмитриева, украинская актриса и художница, главный режиссёр Харьковского театра кукол.
- 9 октября, Москва — Егор Бероев, российский актёр театра и кино.
- 14 октября, Кимры — Ксения Лаврова-Глинка, российская актриса театра и кино.
- 1 декабря, Псков — Илья Соколовский, российский актёр театра и кино.

### Скончались
- 23 марта — Рози Баршони, венгерская актриса театра и кино, примадонна оперетты.
- 5 апреля, Москва — Юрий Завадский, актёр и педагог, главный режиссёр Театра им. Моссовета.
- 23 апреля, Львов — Борис Чинкин, актёр театра и кино, народный артист Украинской ССР (1973).
- 26 июня, Москва — Сергей Лемешев, оперный певец, режиссёр и педагог, солист Большого театра, народный артист СССР (1950).
- 3 июля, Москва — Александр Волков, русский писатель и драматург, автор пьес для детского театра.
- 24 августа, Ленинград — Елизавета Уварова, актриса и педагог, артистка Ленинградского театра комедии.
- 18 октября, Москва — Евгений Велихов, актёр и режиссёр Малого театра, лауреат Сталинской премии (1951), народный артист РСФСР (1969).
- 19 ноября — Нина Осипян, актриса, народная артистка Азербайджанской ССР.
- 26 ноября, Москва — Алексей Грибов, актёр театра и кино, артист МХАТа, народный артист СССР (1948), Герой Социалистического Труда.